# Тарас Бульба-Боровець
Тара́с Дми́трович Борове́ць (псевдоніми: Тарас Бульба, Чуб, Ґонта; 9 березня 1908, с. Бистричі, Волинська губернія, нині Україна — 15 травня 1981, Нью-Йорк, США) — діяч українського повстанського руху часів Другої світової війни, засновник УПА «Поліська Січ» та Української національної гвардії, генерал-хорунжий.
Відповідно до українського законодавства є борцем за незалежність України у ХХ столітті.

## Життєпис

### Дитячі та юнацькі роки
Народився в с. Бистричі Березнівської округи на Рівненщині у родині багатодітного селянина Дмитра Боровця.
Сім'я Бульби-Боровця була багатодітною (дев'ятеро дітей) та малоземельною. У дитинстві за схожий на картоплину ніс старші діти прозвали Тараса «Бульбою». На що останній дуже ображався. Коли ж у школі прочитав Гоголевого «Тараса Бульбу», то почав своїм ім'ям пишатися. Дитинство його минуло у розповідях діда Юліяна про предка Боровців, який воював на боці гетьмана Мазепи проти Петра I. Першою ж книжкою Тараса, за якою він вчився грамоти, став Шевченків «Кобзар», подарований колишнім вояком армії УНР.
З чотирнадцяти років працює в каменоломні. Наполегливим навчанням здобуває загальну освіту, а революційно-політичною діяльністю — авторитет серед робітників. В 1930 р. відбув військову службу у польській армії, а в 1937 р. одружився з донькою чеського колоніста в Луцьку Анною Опаченською. Став власником кар’єру чорного граніту, успішним бізнесменом.
Був активним і допитливим. Щоб переконатися, як живуть люди у розхваленому в пресі більшовицькому «раю», він нелегально переходить кордон. Побував у Житомирі, Києві, Харкові, побачив те «щасливе» життя на власні очі — як вимирали селяни у колгоспах, містах. Живучи за лічені кілометри від радянсько-польського кордону, як й інші жителі Західної України, юнак був прекрасно поінформованим про страшний голодомор, який розв'язали більшовики в Україні: адже тисячі голодуючих, незважаючи на постріли радянських вартових, нелегально переходили кордон у пошуках їжі.

### Революційна діяльність
В 1932 році разом з друзями заснував підпільну організацію «Українське національне відродження» (УНВ), основним завданням якої було проведення культосвітньої роботи, насамперед серед молоді. Організація підтримувала державницьку сторону Симона Петлюри. За свою політичну діяльність потрапляє до польського концентраційного табору «Береза Картузька». Однак через дев'ять місяців, завдяки «зразковій» поведінці, його звільнили із забороною проживати у прикордонній зоні. Виїжджає у глиб Польщі.

### Утворення та боротьба УПА «Поліська Січ»
20 червня 1940 року за наказом Президента УНР в екзилі Андрія Лівицького мав сформувати та очолити УПА «Поліська Січ». У ніч 1 серпня 1940 року, він разом із розвідницею-кур'єром Валентиною Кульчинською перетинає радянський кордон для виконання наказу — перепливає річку Буг поблизу м. Влодави і потрапляє під сильний обстріл прикордонників. Кульчинська загинула, а Боровець до місця призначення пішов сам. Там зайнявся підготовкою кадрів для майбутньої «Поліської Січі», УПА. Вивчав тактику і стратегію Махна, щоб проваджувати її в боротьбі. Передбачалося створення й інших окружних бойових одиниць — наприклад, «Волинська Січ», «Полтавська Січ» Станом на 1941 рік чисельність УПА «Поліська Січ» сягала 10 000 бійців. До початку війни він діяв під псевдами Байда, Гонта. Потім усі накази уже підписував подвійним іменем Тарас Бульба-Боровець.

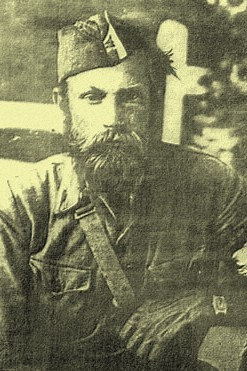

У серпні 1941 року загони вояків Тараса Бульби-Боровця першими увійшли у містечко Олевськ. Налякані війною, з райцентру державні радянські служби евакуювались на схід ще до приходу Бульби. На тодішньому великому стадіоні (нині дитячий садочок № 19) Бульба-Боровець вишикував загони вояків і привселюдно з військом склав присягу на вірність Україні, освятивши українські прапори сформованих загонів, їхню зброю і з піднятою шаблею над головою урочисто проголосив, «що звідси розпочнеться визволення України від совітів і всіх її ворогів». «Комуністи, комсомольці та будь-які інші окупанти» були оголошені Бульбою ворогами української державності.
В Олевську було запроваджено українське управління, зорганізовано міліцію, сформовано Українську повстанську армію «Поліська Січ». З середини серпня до середини листопада 1941 року Олевськ був столицею вільної української «республіки» з новими назвами вулиць, яка увійшла в історію під назвою Олевська Республіка.

#### Бойові операції

Тарас Бульба-Боровець (ліворуч) та Андрій Долуд (в центрі).

Разом з білоруською самообороною у 1941 році Бульба-Боровець зумів знищити радянські військові частини у так званій поліській котловині, на території, яку гітлерівські війська обминули, аби не гаяти час у нестримному просуванні на схід.

##### Проти нацистів
16 квітня 1942 року Головна команда УПА видала наказ новоорганізованим «Літаючим бригадам» партизанів, у якому говорилося: «Негайно розпочати першу фазу збройної боротьби проти Гітлера…»
- «Шепетівська операція»,[6] у результаті якої великий залізничний вузол уночі проти 19 серпня 1942 року був звільнений від німців.

- «Гощівська операція», у якій, розбивши німців, формування УПА захопили друкарню, в полон потрапили 2 секретарки та заступник директора друкарні.

- «Людвипільська операція» 28 березня 1943. У результаті боїв за Людвипіль 2 000 есесівців і шуцманів так і не змогли оволодіти містом, котре було в руках повстанців, які спалили 5 автомобілів і знищили 58 солдат противника.[8]

### За спільну справу
У листопаді 1942 начальник поліції безпеки і СД генеральної округи Волинь-Поділля оберштурмбанфюрер Пютц зустрівся в райцентрі Березне на Рівненщині з Бульбою-Боровцем, були переговори про співпрацю в боротьбі з радянськими партизанами. Боровець давав згоду за умови визнання самостійності України та звільнення українських політичних в'язнів, включаючи Степана Бандеру та Ярослава Стецька. Вимоги німецький представник не прийняв.

#### Конфлікт з ОУН (б)

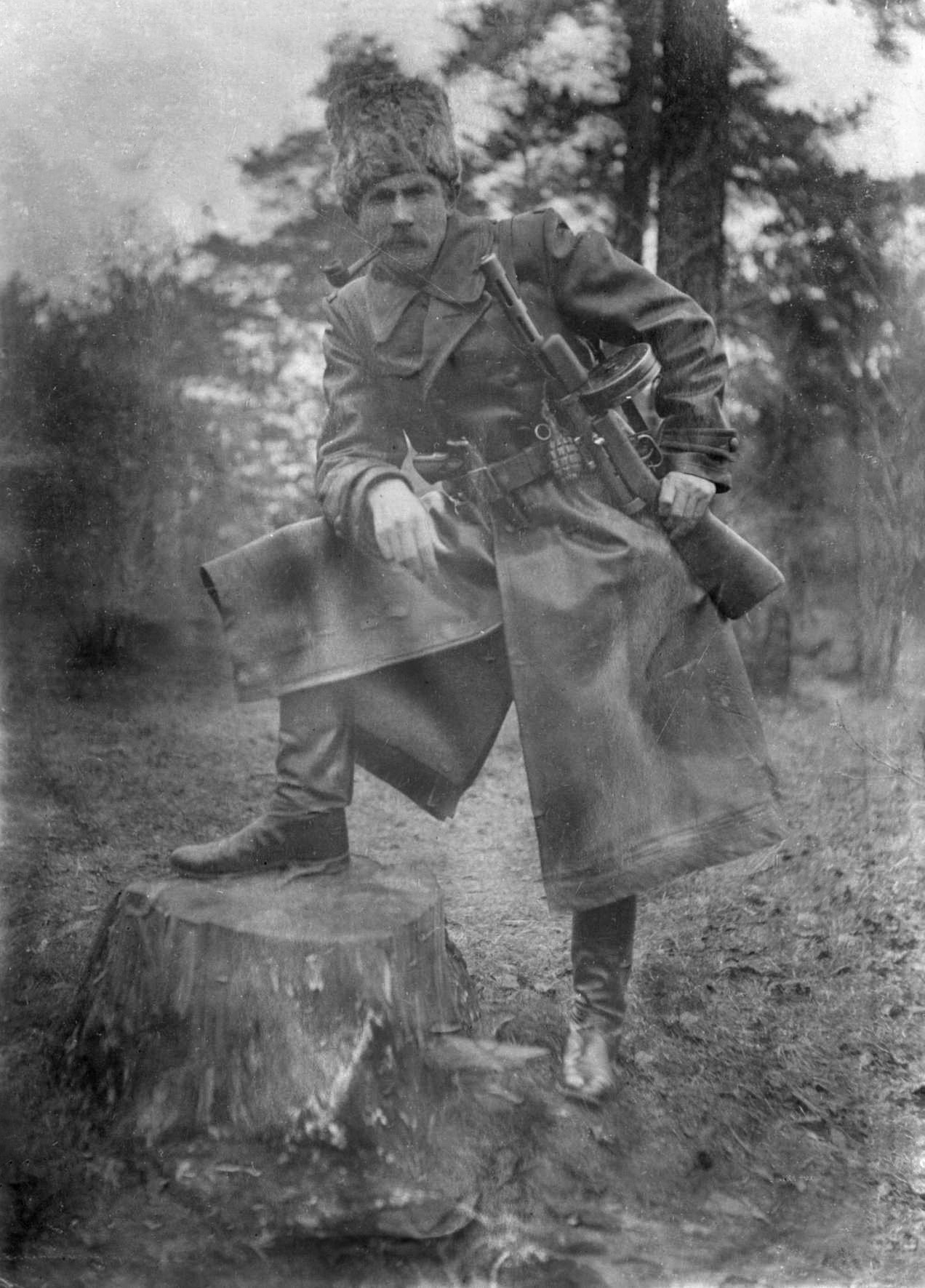
Тарас Бульба-Боровець, 1942

Конфлікт між збройними формуваннями УПА під проводом Отамана Тараса Бульби-Боровця та Бандерівціями стався через неузгодження питання про політичний центр керування УПА. Бандерівці вважали, що керівництво повинна здійснювати ОУН(б), а Бульба-Боровець — Державний центр Української Народної Республіки в екзилі. До Головної Команди УПА Отамана Тараса Бульби-Боровця прибули представники Бандери-Лебедя з пропозиціями не визнавати підлеглості уряду УНР, а підпорядковуватися Проводу ОУН Бандери. Військові підрозділи ОУН(р) повинні увійти в склад УПА, яка зобов'язувалася мати партійних комісарів.
Із восьми пунктів пропозицій штаб Тараса Бульби-Боровця погодився лише з одним — включення в лави УПА військових відділів бандерівців, що діяли б під єдиною назвою УПА і якими керували б із спільного штабу. Побачивши, що УПА не поставити під партійний контроль ОУН(р), група ОУН(р) очолювана Лебедем перейменувала свої військові відділи в УПА. В результаті багато бульбівців силою були підпорядковані керівництву нової УПА під проводом ОУН(б).
Існує версія, що в результаті конфлікту загинула дружина отамана чешка за національністю Анна Опоченська від рук Служба безпеки ОУН (б). Щоб відмежуватися від новоствореної УПА, що здійснювала задуми Миколи Лебедя, 20 липня 1943 року Головна Команда УПА Тараса Бульби-Боровця змінила свою назву. Відтоді вона стала Українською Народною Революційною Армією. Невдовзі Бульба-Боровець створив, спільно з І.Мітрингою, Українську Народно-Демократичну Партію.
|  | …Крім того, непорозуміння поглиблювалось тим, що Ви визнаєте фашистську засаду безоглядної диктатури Вашої партії, а ми стояли на позиції кровної та духової єдности всього народу на засадах демократії, де всі мають рівні права і обов'язки. На цих засадах ми ще тоді знайшли площину для співпраці з багатьма націоналістами без того, щоб вони, або ми зрікались своїх поглядів. Ми стверджуємо світоглядову багатогранність серед українського народу й не бачимо потреби ліквідувати її штучними засобами штучної єдности, а вважаємо, що єдино правильна буде та концепція, яка, замість того, щоб розпалювати внутрішню міжусобицю за владу, змобілізує всі сили народу до боротьби насамперед з зовнішніми ворогами та підпорядкує її не тій чи тій партії, а маєстатові нації й держави. |

В одному з номерів підпільної газети «Гайдамака» вміщено текст промови Бульби-Боровця, у якій є рядки, що характеризують його погляди:
|  | Я не є демократ, ані соціаліст, ані так званий «урра-націоналіст». Мало того, мені досі навіть було заборонено називатися українцем. Отже, я є «тутейшим» поліщуком... Я з них вийшов і від них ані на крок не відійшов. ...Влада в Україні належатиме тому, хто її здобуває сам великою ідеєю і державно-національним чином. Вождь мусить панувати не багнетом і нагаєм над тілом свого народу, а тільки над його душею, своєю духовною силою. Влада без ідейного підйому — це мертва бовтанина. |

Попри конфлікти з ОУН(б), Бульба-Боровець, як справжній християнин, з пошаною поставився до мертвого Степана Бандери, і виступив на його похороні у Мюнхені.

### Нацистський арешт
Опісля конфлікту з ОУН (б) залишки ПС було витіснено на Схід до районів, насичених червоними партизанами, у боях з якими зрештою загинули Мітринга та Василь Раєвський. Бульба вирішує полишити Волинь та податися до Варшави у розрахунку на допомогу з відновлення своїх сил. 
Зі спогадів Бульби-Боровця про спробу налагодити контакт із німцями:
|  | Ще у червні 1943 року представники німецької армії, за посередництвом колишньої директорки Українського Червоного Хреста в Києві д-ра Хариті Кононенко, пропонували нам нав'язати нові переговори. Відступаючи на Захід, німецька армія часто не мала змоги вивозити великих запасів воєнного матеріялу. Німецька армія не ставила нам жодних вимог, а лише хотіла передати цей матеріял в антисовєтські руки, щоб його не нищити чи лишити для москалів. Д-р X. Кононенко приїхала до нашого штабу. Все було домовлено, але про це якось довідалось ґестапо. X. Кононенко була негайно арештована і розстріляна в Рівному. Таким чином до цього нового контакту не дійшло. Її розстріляли не за саму спробу нав'язати контакт між німецькою та нашою армією, їй було доказано, що вона, маючи різні матеріяли, особливо медикаменти, велику їх частину передавала українським партизанам. І це була правда. |

### Звільнення
Восени 1944 року німці, шукаючи підтримки українців у війні, яку вони програвали, звільнили Бульбу-Боровця з ув'язнення. Він був змушений змінити своє бойове прізвище на Кононенко і під ним керував формуванням українського загону спецназу у складі УНА (близько 50 осіб). Цей загін передбачалося закинути в тил Червоної Армії для ведення партизанської боротьби. Ці плани так і не здійснилися, і наприкінці війни українці вимагали перевести їх зі Східного фронту, щоб вони могли здатися західним країнам. Загін Боровця здався союзникам 10 травня 1945 р. і був інтернований у Ріміні (Італія).

### Еміграція
Згодом, уже перебуваючи за межами України (після Другої світової війни жив у Німеччині в будинку українського письменника з Катеринославщини Юрія Семенка), Тарас Бульба-Боровець співпрацював з Українським Національним Об'єднанням — політичним об'єднанням закарпатських українців. Згодом емігрував до США. З 1948 року проживав у Канаді. Тут він організовує випуск ряду видань, які нелегально переправлялися в Україну, де вояки УПА вели героїчну боротьбу проти сталіністів. Це — «Бюлетень Головної Команди УНГ», «Меч і Воля», вишкільні зошити «Військова справа», у яких передає свій бойовий досвід молодим, численні летючки за «залізну заслону» і т.д.
Створив Українську Національну Гвардію, брав участь у керівництві Спілки Визволення України. Автор спогадів «Армія без держави», видавав журнал «Меч і Воля».
З 1976 року став членом Світової громадської військово-патріотичної організації українських козаків «Українське Вільне Козацтво», мав козацьке звання генерал-хорунжий УВК.

#### Стосунки з українськими еміграційними колами
Тарас Бульба-Боровець був членом Української Радикально-Демократичної Партії, членом ЦК УРДП, очолював Революційно-Визвольний Центр, що постав на базі Української Національної Ґвардії. Згодом, через конфлікти з Іваном Багряним (з приводу необхідності вербування членів УРДП як диверсантів для подальшого їх перекидання до СРСР), вийшов з УРДП. Відтак діяльність Центру була припинена.

### Смерть

Оголошення про смерть Тараса Бульби-Боровця в газеті «СВОБОДА»

Помер 15 травня 1981 в лікарні міста Нью-Йорк (США). 17 травня 1981 в похоронному бюро П. Яреми в Нью-Йорку, де спочивало тіло отамана, була відправлена панахида при численній участі українського громадянства. Панахиду відправили отці В. Базилевський та Калиновський. Хором керував проф. В.Завітневич. Прикрасою була відома співачка Лина Ширей. Після панахиди з прощальними словами виступали С. Лантух, проф. Самійленко та В. Проник. Проф. Самійленко сказав, що ми переживаємо сумну історичну хвилину, бо постать Т. Бульби-Боровця — це частина історичного процесу постання української держави. З щирими словами співчуття виступив Володимир Процик від Постійної Конференції Українських Політичних Організацій. Прощальні слова на могилі покійного отамана сказала Ольга Смородська, дружина колишнього начальника Штабу «Поліської Січі» генерала Петра Смородського, що була зв'язковою штабу в «Поліській Січі». Говорив також командир похідного Буковинського Куреня сотник Петро Войновський, який прощав отамана від імени усіх військових організацій. Потім промовляли побратим В. Скуйбіда, О. Калинник. Від родини покійного промовив С. Лантух. На поминальному обіді, крім вищезгаданих отців, був присутній також Архієпископ Білоруської Автокефальної Православної Церкви — Владика Ізяслав, який склав співчуття родині отамана та всій українській громаді. Він висловив переконання і тверду віру, що недавні змагання двох братніх сусідніх народів з безбожними ворогами не проминуть марно і ще принесуть свої плоди у формі незалежних держав України та Білорусі.
Під час поминального обіду, який відбувався в приміщеннях Православного Центру в Саут-Баунд-Бруку, промовляли з глибокою шаною до покійного отамана Тараса Бульби такі особи: військовий отаман з часів Визвольних змагань 1917—1920 років І. М. Лютий-Лютенко, сотник І. Поліщук, Т. Остапчук з Торонто, М. Ящук, Галина Біровець, яка з юнацтва знала покійного отамана, Петро Байбак, О. Калинник, п. Федір Карп'юк з Торонто, представник СВУ з Канади та інші.
Останньою з подякою усім присутнім і всім священикам, Владиці Ізяславові, проводові Церкви в Саут-Баунд-Бруку, промовляла племінниця св. п. Тараса Бульби Марія Лантух. Вона подякувала також Ользі Смородській, як і всій її родині, полковникові І. Виннику й д-рові О. Лащенкові за часті візит до покійного в лікарні, за щире сердечне піклування хворим отаманом; сотникові І. Поліщукові за організацію військового похорону для св. п. отамана, всім побратимам по зброї та присутнім за вияв глибокої любови, пошани та віддання останніх почестей св. п. Тарасові Боровцеві.
Серед присутніх була переведена збірка на видання історичних спогадів отамана Тараса Бульби. Після молитви всі відспівали «Вічна пам'ять» та «Видиш, брате мій».

### Спогади
Письменник Улас Самчук так згадував про Тараса Бульбу-Боровця в книзі «На білому коні» (1956): 
|  | Високий і стрункий, з провокативною рудуватою борідкою монастирського послушника, добродій у старому, вилинялому однострої радянського піхотинця, з лапідарно виставленою жовто-синьою опаскою на лівому рукаві. При знайомстві, на превелике моє здивування, виявилося, що то був у власній особі, пізніше широко відомий, автентичний отаман з Полісся на ім'я Тарас Боровець. |

## Вшанування пам'яті
- Меморіальна дошка Тарасу Бульбі-Боровцю у його рідному селі Бистричі.
- У 2005 році у м. Березне було відкрито перший в світі пам'ятник-погруддя генерал-хорунжому Української Повстанчої Армії «Волинська Січ» Тарасу Бульбі-Боровцю[16]. Також планувався пам'ятник у Рівному[17], макет котрого обурив зокрема Івана Ольховського, що містив собою образ класичного «бандерівця» — ідеологічного та фізичного опонента Бульби-Боровця[18].
- Вулиця Тараса Бульби-Боровця у місті Житомир.
- Вулиця Тараса Бульби-Боровця у місті Луцьк.
- Вулиця Тараса Бульби-Боровця у місті Овруч.
- На його честь у Рівному названо пластовий курінь УПЮ імені Тараса Бульби-Боровця.
- Почесний громадянин міста Олевськ (посмертно). [19]
- Рівненська обласна рада проголосила 2018 рік роком Тараса Бульби-Боровця.[20]
- 9 березня 2018 року на державному рівні в Україні відзначається пам'ятна дата — 110 років з дня народження Тараса Бульби-Боровця (1908—1981), військового і політичного діяча, засновника «Поліської Січі».[21]
- У 2019 році у Житомирі про Тараса Бульбу-Боровця зняли документальний фільм «Поліська Січ Тараса Бульби Боровця»[22].
- У 2024 році у Києві вулицю Мельниченка перейменовано на Тараса Бульби-Боровця.

### У літературі
Бульба-Боровець є одним з героїв роману «Білий Кречет» трилогії «Кров свята» Володимира Шовкошитного. У романі, окрім постаті головного героя Макара Мормиля (псевдо: «Кречет»), описано створення та діяльність УПА «Поліська Січ» на чолі отамана Тараса Бульби-Боровця, Олевська та Колківська республіки. 
У п’єсі Володимира Даниленка «Людина з сонцем у кишені» викладається історія життя Бульби-Боровця від знайомства з першою дружиною Анною Опоченською до смерті в притулку для самотніх людей похилого віку у Нью-Йорку.  

## Твори
- Тарас Бульба-Боровець: Армія без держави (видання 1981 року, Вінніпег)
- Тарас Боровець: Історія Української повстанчої армії
- Тарас Боровець: Наше становище до Росії, комунізму і до генерала Власова
- Тарас Бульба-Боровець: Україна і жиди